# Braindead
Braindead (auch: Dead Alive), (zu Deutsch: „hirntot“) ist eine neuseeländische Horror-/Splatterfilm-Persiflage von Peter Jackson aus dem Jahre 1992, der besonders unter den Fans des Genres als Kultfilm gilt. Die VHS-Veröffentlichung hatte zusätzlich den Untertitel Der Zombie-Rasenmähermann.

## Handlung

### Kurzversion
Eine ältere Dame stellt gerade ihrem erwachsenen Sohn Lionel während seines ersten Dates nach, als sie im Zoo von einem aggressiven „Rattenaffen“ gebissen wird. Sie tötet das Tier an Ort und Stelle, wird aber vorher durch den Biss mit einem Zombievirus infiziert. Zu Hause verlangt sie von ihrem Sohn, sich nicht wieder mit Paquita zu treffen, und lehnt es ab, einen Arzt zu rufen. Während Lionel sich trotzdem mit seiner neuen Flamme trifft, mutiert die alte Dame über Nacht zu einer Art Vor-Zombie. Wenig später greift sie – von der Öffentlichkeit unbemerkt – mehrere Menschen an, die sie mit dem Zombievirus infiziert. Nachdem sie bereits offiziell beerdigt wurde, wütet die zum Zombie gewordene Mutter unbeirrt weiter, wodurch mindestens fünf weitere Zombies dazukommen. Ihr Sohn Lionel bemüht sich derweil, die Lage durch den Einsatz von Tranquilizer, sowie das Einsperren der Untoten im Keller, unter Kontrolle zu halten. Während oben im Haus eine ausgelassene Party gefeiert wird, eskaliert die Situation, nach einem missglückten Mordversuch des jungen Paares an den Zombies. Schließlich gipfelt das Gemetzel gegen Ende in der berühmten Szene mit dem Rasenmäher …

### Langversion
1957 entdeckt ein Zoologe auf der Skull Island (dt. „Totenkopfinsel“), vor Sumatra, eine neue Spezies, den nackten und aggressiven Rattenaffen, vor dem die Einheimischen große Angst haben. Dieses Tier wird bald darauf im Zoo von Wellington, Neuseeland präsentiert. In der Stadt lebt auch Lionel Cosgrove, der noch bei seiner Mutter wohnt (Psycho lässt grüßen, inhaltlich und optisch). Die hübsche Paquita verliebt sich in ihn, als er im Lebensmittelgeschäft ihrer Familie einkauft. Seine eifersüchtige Mutter versucht sofort vehement, die aufkeimende Beziehung zu verhindern, und folgt dem Pärchen heimlich auf ein Date in den Zoo. Im Affengehege tötet der äußerst aggressive „Rattenaffe“ zunächst einen Artgenossen durch die Gitterstäbe und beißt dann die herrische Mutter, durch das Gitter, in den linken Unterarm. Außer sich vor Wut, greift die Dame den Rattenaffen an und tritt ihn tot.
Wieder zu Hause ringt sie Sohn Lionel das Versprechen ab, Paquita nicht mehr zu sehen. Die junge Frau überrascht ihn jedoch und die beiden verbringen eine romantische Liebesnacht miteinander. Lionels Mutter geht es inzwischen immer schlechter. Über Nacht breitet sich die vom Rattenaffen übertragene Virusinfektion im Körper der alten Dame aus. Am nächsten Tag verliert sie, während eines wichtigen Mittagessens, mit einem Ehepaar des örtlichen Wohltätigkeitsvereins das rechte Ohr, das in der bereits servierten Vanillecreme landet. Als Paquita kommt, um Lionel davon zu erzählen, dass ihre Großmutter, eine Hellseherin, in ihren Tarot-Karten gesehen hat, dass es dunkle Mächte auf ihn abgesehen hätten, verspeist Lionels – inzwischen völlig entstellte – Mutter Paquitas Schäferhund. Dann fällt sie, nachdem sie zuvor Paquita und Lionel angegriffen hat, die Treppe hinunter und bleibt regungslos liegen. Eine herbeigerufene Krankenschwester kann nur noch den vermeintlichen Tod von Lionels Mutter feststellen, bevor diese wieder zu sich kommt und die Krankenschwester angreift, die so ebenfalls mit dem Zombie-Virus infiziert wird.

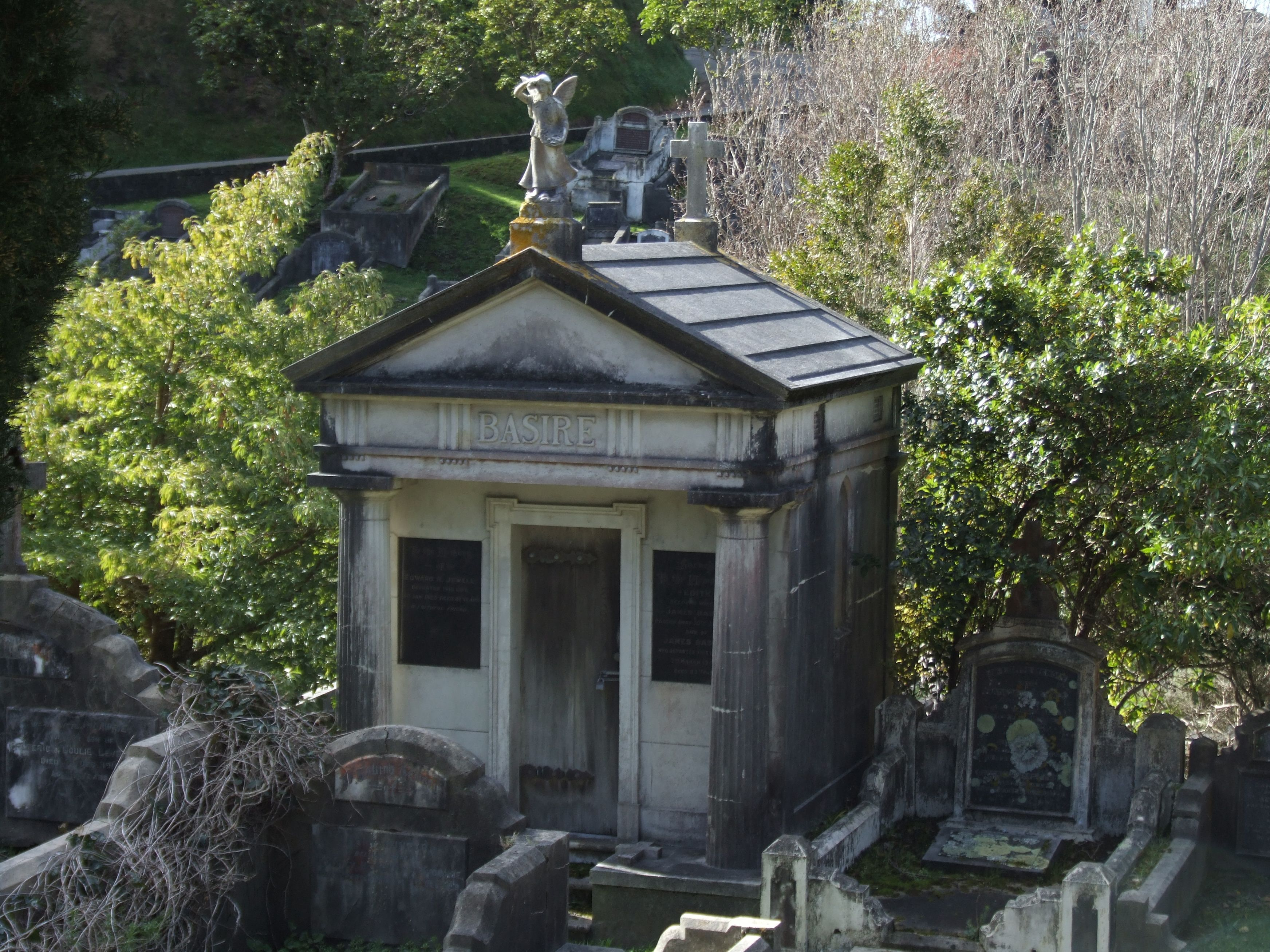
Die Friedhofsszene wurde auf dem alten Teil des Wellingtoner Karori Cemetary gedreht

Nach der chaotisch verlaufenen Beerdigung seiner Zombie-Mutter begibt sich ihr Sohn nachts erneut auf den nebligen Friedhof. Ihm ist klar, dass seine Mutter nicht wirklich tot ist, daher will er sie exhumieren. Dabei trifft er auf vier alkoholisierte Rocker mit schwarzen Lederjacken und pomadigen Schmalzlocken, die Lionel für einen Nekrophilen halten und deswegen beginnen ihn zusammenzuschlagen. Einer der vier pinkelt unvorsichtig auf das Grab von Mutter Cosgrove. Die Untote packt ihn aus dem Grab und macht ihn ebenfalls zum Zombie. Nun greift Priester Vater McGruder ein und greift die Rocker, die mittlerweile alle zu Zombies geworden sind, mit dem Satz „Ich trete euch in den Arsch für den Herrn!“ (O-Ton: „I kick arse for the Lord!“) an. Obwohl er sie zunächst mit Karate-Tritten und -Schlägen niederstreckt (Bruceploitation-Persiflage!), wird auch er schließlich überwältigt, durch die Luft geschleudert, aufgespießt und selbst zum Zombie.
Lionel ist als einziger nächtlicher Friedhofsbesucher nicht mit dem Virus infiziert worden. Loyal und gutherzig nimmt er alle Zombies vorerst bei sich zu Hause auf. Er bewirtet sie und rührt ihnen Tranquilizer ins Essen, oder verabreicht es ihnen mit einer großen Spritze, sobald sie wieder aggressiv werden. Sobald Besuch kommt, versteckt er sie. Paquita überreicht Lionel zudem ein magisches Schutz-Amulett, von ihrer hellsichtigen Großmutter, die glaubt, dass Lionel sich in Gefahr befindet „und vom Tod umgeben“ sei. Nach einer sexuellen Eskapade des Priesters mit der Krankenschwester wird die Runde noch durch das Zombie-Baby Selwyn ergänzt. Lionel unternimmt mit Selwyn in einem mit Stacheldraht gesicherten schwarzen Kinderwagen einen Spaziergang im sonnigen Stadtpark. Als der Kleine andere Kinder angreifen und beißen will, verprügelt Lionel, der selbst durch das Amulett geschützt ist, seinen vermeintlichen Nachwuchs daher vor den entsetzten Augen der pastellfarben gekleideten Mütter.
Sein von sich selbst überzeugter Rockabilly-Onkel Les hat es dagegen wahlweise auf Paquita (die er schon bei der Beerdigung unangenehm bedrängt hat) oder einen Teil des Erbes abgesehen. Das Haus wäre ihm auch sehr recht und als er zufällig die frisch betäubten Zombies im Keller entdeckt, erpresst er Lionel mit Nekrophilie-Vorwürfen, da er sie für gefesselte Leichen hält. Lionel geht scheinbar auf die Forderungen seines Onkels ein. Tatsächlich will er nur Zeit gewinnen, denn Paquita ist er eine Erklärung schuldig, weil er nie Zeit hat, und er belügt sie, weil er ständig mit den Zombies beschäftigt ist. Onkel Les lädt derweil Gäste ein, die zahlreich erscheinen und eine wilde Rock-’n’-Roll-Party im Stil der 1950er Jahre im Hause Cosgrove feiern. Als auch Paquita überraschend erscheint, weiht Lionel sie endlich in sein Zombie-Problem ein. Gemeinsam beschließen sie, die im Keller eingesperrten Zombies durch Giftinjektionen zu töten und zu beerdigen, während oben lautstark gefeiert wird.
Doch der Tötungsversuch misslingt, da Lionel das Kleingedruckte auf der Giftflasche nicht gelesen hat; dort steht, dass die Mixtur bei Untoten unwirksam ist und diese sogar noch aggressiver macht. Der Großteil der Gruppe bricht nun aus dem Keller aus und fällt über die flüchtende Partygesellschaft her. Lediglich die Zombie-Mutter bleibt noch im Keller. Es entwickeln sich blutige Verfolgungsjagden, Onkel Les mordet reihenweise Zombies, wobei er den Kreaturen das Fleisch von den Knochen reißt, und Paquita gelingt es, sich zu verbarrikadieren.
Für das Finale erscheint Lionel mit einem alten Benzinrasenmäher, den er sich umgeschnallt hat wie eine Konzertgitarre. Die rotierende Sichel richtet dabei unter den auf ihn zustürzenden Zombies ein beachtliches Blutbad an und besiegt die Meute. Mittlerweile regt sich jedoch im Keller die Mutter, was das ganze Haus erschüttert, während zeitgleich ein Feuer ausbricht. Außer Paquita und Lionel sind alle, außer der Mutter, entweder tot oder geflohen. Für den Showdown ist sie zu einem mehrere Meter großen Endgegner geworden. Als nacktes Riesenmonster greift sie, mit gigantischen Klauen, hängenden Riesenbrüsten und entstelltem Gesicht das junge Paar an. Die Kreatur erinnert dabei an einen überdimensionalen Rattenaffen, mit einem riesigen Bauch, der sich öffnet, um Lionel erneut in sich aufzunehmen. Mit Hilfe des Amuletts kann er sie dennoch besiegen und letztendlich stürzt das Monster in das brennende Gebäude. Im brennenden Haus sitzt nur noch das schreiende Zombie-Baby, ob es überlebt, bleibt offen. Auf der Straße küssen sich Lionel und Paquita, während die eintreffende Feuerwehr damit beginnt, den Brand zu löschen.

## Synchronisation
Die deutsche Synchronfassung entstand bei der cine – adaption GmbH Film- und Fernsehsynchronisation, München. Renate Wolf schrieb das Dialogbuch und führte Regie.
| Rolle                 | Darsteller      | Synchronsprecher      |
| --------------------- | --------------- | --------------------- |
| Lionel Cosgrove       | Timothy Balme   | Matthias von Stegmann |
| Paquita María Sánchez | Diana Peñalver  | Michaela Amler        |
| Vera Cosgrove         | Elizabeth Moody | Eva-Maria Lahl        |
| Onkel Les             | Ian Watkin      | Norbert Gastell       |

## Produktion und Veröffentlichung
Die mit einem geschätzten Budget von 3 Millionen US-Dollar im Stil der 1950er-Jahre gedrehte Horror-Parodie greift zahlreiche Motive des Horror-Genres auf und übersteigert sie bis zur Absurdität; die Handlung des Splatterfilms kulminiert in einem ausgedehnten, äußerst blutigen Rasenmäher-Massaker, für das insgesamt 1500 Liter Filmblut verwendet wurden (oder 20 Liter Ahornsirup pro Sekunde) und das immer noch einzigartig in der Filmgeschichte ist.
In Deutschland wurde Braindead erstmals 1992 auf dem Weekend-of-Fear-Festival in Nürnberg in der ungeschnittenen Fassung vorgeführt, bei dieser Vorstellung war Peter Jackson persönlich zu Gast. Im August 1993 kam Braindead in die deutschen Kinos und lockte 174.827 Zuschauer in die Vorstellungen.
Angeblich bevorzugt Peter Jackson inzwischen die ca. 99 Minuten lange „unrated/ungeprüfte“ Version des Films. 2018 bestätigte Peter Jackson, dass er an einer Restauration seiner ersten Filme, darunter auch Braindead, arbeitet. Dabei soll die Bildauflösung auf 4K verbessert und der Ton in Surround-Sound 5.1 umgewandelt werden.

## Indizierung und Schnittfassungen
Am 28. Dezember 1993 erfolgte die erste Indizierung des Films durch die BPjS anhand der englischen Polygram-VHS. Im Oktober 1994 kam der Film mit dem Untertitel Der Zombie-Rasenmähermann als um ca. fünf Minuten gekürztes Verleih-Video (FSK 18, ca. 95 Minuten) der Firma EuroVideo in den deutschen Handel. Am 28. Februar 1995 wurde auch diese Fassung indiziert. Braindead wurde zuletzt im Oktober 2021 folgeindiziert.
Am 9. Juli 1999 erfolgte die erste bundesweite Beschlagnahme von Braindead anhand der Laserdisc von Astro Records & Filmworks nach § 131 StGB (Gewaltdarstellung), damit ist eine Verbreitung der ungeschnittenen Fassung in Deutschland verboten. Auch die bereits gekürzte Videokassette von EuroVideo wurde im Februar 2003 beschlagnahmt.
2003 veröffentlichte Laser Paradise in Deutschland eine von der FSK ab 16 freigegebene Fassung mit dem amerikanischen Titel Dead Alive und dem Vermerk jugendfreie Fassung. Bei dieser DVD-Fassung wurden insgesamt 29 Szenen mit einer Gesamtlaufzeit von fast 12 Minuten entfernt.
Aufgrund der Beschlagnahmen kursieren in Deutschland zahlreiche Bootleg-Veröffentlichungen auf VHS und DVD, teilweise sogar als vermeintliche Extended-Version mit einer Laufzeitangabe von 107 Minuten (NTSC-Zeitangabe?, siehe dazu: PAL Speed-up).
Als tatsächlich uncut wird eine PAL-Laufzeit von 99:16 bis 99:24 Minuten angesehen.

## Kritiken
„Schaut man in Jacksons großen Blockbuster-Erfolgen ‚Herr der Ringe‘ und ‚King Kong‘ genauer hin, so wird man nicht nur so manchen Darsteller aus seinen alten Filmen wieder entdecken (zum Beispiel Leonels Mama Elizabeth Moody als Hobbit Lobelia Sackville-Baggins oder Jed Brophy, den Darsteller des durchgeknallten Zombie-Rockers Void, als Orc), sondern in Kulissen, Optik, Stil und Atmosphäre bei Orcs, Hobbits, Balrogs, Sauriern oder Riesenaffen so manche unübersehbare ‚Braindead‘-Inspiration.“

„Stimmungsvoll die Atmosphäre der 50er Jahre einbeziehendes ‚Splatter-Movie‘, das in jeder Szene bemüht zu sein scheint, die Ekelgrenze immer weiter zu überschreiten und ein makabres Vergnügen an den Auswüchsen machbarer Tricktechnik und ‚kranker‘ Ideen demonstriert.“

„Die absurde und comichaft dargestellte Gewalt geht so weit über die realen Tabugrenzen hinaus, dass sie niemanden mehr erschrecken kann. Hysterisch, zynisch und bluttriefend bietet der Film nur für eingefleischte Zombiefans gute Unterhaltung.“

„Der Humor von Braindead ist bis heute nahezu einzigartig und macht den Film, auch heute noch, zu einer Idealbesetzung an jedem Partyabend.“

Bei Rotten Tomatoes erreichte der Film eine Wertung von 86 Prozent.

## Auszeichnungen und Preise
Peter Jackson erhielt für seine dritte Regiearbeit eine Reihe von Preisen und Auszeichnungen:
- Amsterdam Fantastic Film Festival – Silver Scream Award (1993);
- Avoriaz Fantastic Film Festival – Grand Prize (1993);
- Fantasporto – International Fantasy Film Award, Best Film und Best Special Effects (1993)
- New Zealand Film and TV Awards – Film Award, Best Contribution to Design, Best Director, Best Film, Best Male Dramatic Performance und Best Screenplay (1993);
- Catalonian International Film Festival, Sitges, Spanien – Best Special Effects (1992);
- Fantafestival – Best Actor und Best Special Effects (1992).[15]

## Trivia

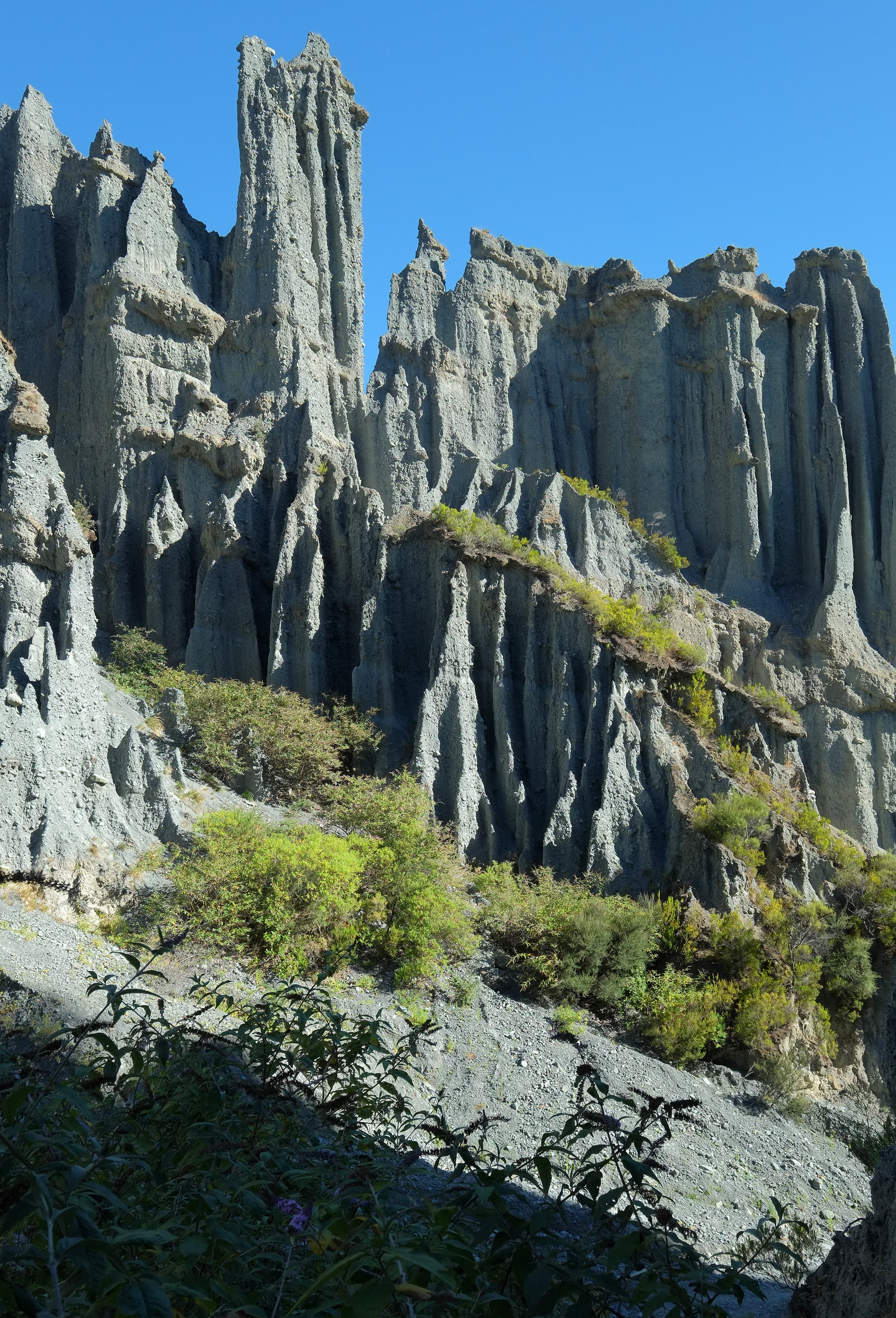
Drehort der Eingangssequenz waren die berühmten Putangirua Pinnacles auf der Nordinsel Neuseelands

- Der Regisseur Peter Jackson selbst hat einen Gastauftritt als schrulliger Assistent des Leichenpräparators, der die Leiche der „verstorbenen“ Mutter an einer Art Pumpe zu grotesker Größe aufbläst.
- Peter Jacksons Frau Fran Walsh hat ebenfalls einen Cameo-Auftritt, als eine der Mütter im Park, und seine Mutter Joan ist als ältere Dame zu sehen, die nach der Tötung des Rattenaffen kurz aufschreit.[16]
- An den Putangirua Pinnacles, wo die Skull-Island-Szenen gedreht wurden, drehte Peter Jackson neun Jahre später in Der Herr der Ringe den Pfad der Toten, dem Aragorn und seine Begleiter folgen.[14]
- Auch mit King Kong kehrte Peter Jackson nach Skull Island zurück. In einer Szene unter Deck der Venture, dem Schiff, das die Personen nach Skull Island transportiert, ist eine Kiste mit der Aufschrift „Sumatra Rat Monkey“ zu sehen. Es handelt sich dabei um einen Verweis auf Braindead.
- In den USA wurde der Horrorfilm unter dem Namen Dead Alive veröffentlicht, da es einen anderen Horrorfilm gibt, der ebenfalls Brain Dead heißt und bereits 1990 erschienen war (1990 von Adam Simon). Dead Alive wurde für den nordamerikanischen Markt als Slapstick-Zombiefilm beworben.[14]
- Nach Angaben der Internet Movie Database kamen über 3000 Liter Kunstblut beim Dreh des Films zum Einsatz, die Hälfte allein für die berühmte Rasenmäher-Szene.[3][7] Die Angaben aus unterschiedlichen Quellen variieren bis zu einem Maximalwert von 19.000 Litern Filmblut. Falls das wirklich die korrekte Angabe sein sollte, dann hat es zumindest ein paar Jahre gedauert, bis Fede Álvarez für Evil Dead (2013), Alexandre Aja mit Piranha 3D (2010) und Drew Goddard bei The Cabin in the Woods (2012) ihre Bluttanks ausleerten.[17]
- Unter der Verfahrensüberschrift „Bradley vs. WingNut Films“ wurde 1993 die Produktionsfirma des Horrorfilms Braindead vor dem High Court in Neuseeland verklagt, da die Beschwerdeführer erklärten, dass während der filmischen Friedhof-Szenen ein Grabstein der klagenden Familie zu sehen sei, was die Kläger als Verletzung der persönlichen Privatsphäre empfanden.
- In der deutschen Synchronisation von Braindead spricht der Schauspieler Norbert Gastell, von 1991 bis zu seinem Tod 2015 die deutsche Stimme der Simpsons-Figur Homer Simpson, die Rolle des egoistischen Onkel Les. Außerdem spricht Matthias von Stegmann, der deutschsprachige Dialogbuchautor der Serie Die Simpsons, in Braindead die Hauptrolle des Lionel Cosgrove, verkörpert von Timothy Balme.[18]
- In der Szene, in der das Mädchen Paquita, dargestellt von Schauspielerin Diana Peñalver, in der Küche das bösartige Zombie-Baby in einen Mixer steckt, steht auf einem kleinen Schild, das an diesem Küchengerät hängt, das Wort „Gremlin“. In dem Horrorfilm Gremlins – Kleine Monster von 1984 wird ein echsenartiges Monster, ein Gremlin, auf ähnliche Art in einem Küchenmixer zerstückelt.
- In dem Black-Metal-Spielfilm Lords of Chaos des Regisseurs Jonas Åkerlund von 2018 schaut sich der satanistische Metal-Fan Faust, gespielt von Valter Skarsgård, auf der unteren Matratze eines Etagenbettes auf einem Fernsehgerät den Splatterfilm Braindead an.
- Bob McCarron, in Deutschland besser bekannt als „Dr. Bob“ aus der Fernsehshow Ich bin ein Star – Holt mich hier raus!, arbeitete als Maskenbildner für Braindead und stellte u. a. diverse Prothesen her.